# La fiamma (singolo)
La fiamma è un singolo del gruppo musicale italiano Gemelli DiVersi, pubblicato il 23 settembre 2016 come primo estratto dal settimo album in studio Uppercut.

## Descrizione
Si tratta della prima pubblicazione del gruppo senza il rapper Grido e il disc jockey THG, che hanno lasciato il gruppo nel 2014. Il testo, composto da Thema e Strano insieme a Mario Cianchi, Piero Romitelli ed Emilio Munda, fa riferimento alle vicissitudini vissute dal gruppo storico, culminate con la separazione.

## Video musicale
Il video, diretto da Luca Tartaglia e Fabrizio Conte, è stato reso disponibile il 22 settembre 2016 attraverso il canale YouTube del gruppo.

## Tracce
1. La fiamma – 3:41